# Zygmunt Kallenbach
Zygmunt Kallenbach (ur. 30 kwietnia 1901 we Fryburgu, zm. 2 listopada 1988 w Genewie) – polsko-szwajcarski prawnik, bankowiec i społecznik, wieloletni prezes Fundacji im. Kościelskich.

## Życiorys
Urodził się w rodzinie szwajcarskiej, spolonizowanej od XVIII wieku. Jego ojcem był historyk literatury Józef Kallenbach, rektor Uniwersytetu Jagiellońskiego, profesor uniwersytetów: lwowskiego, fryburskiego, warszawskiego i wileńskiego, członek PAU i dyrektor Biblioteki Książąt Czartoryskich w Krakowie, badacz twórczości Mickiewicza, Krasińskiego i Słowackiego. Jego matką była Szwajcarka – Franciszka Stefania Pittet.
W latach 1918–1920 służył ochotniczo w Wojsku Polskim, brał udział w III powstaniu śląskim. Od 1918 był członkiem Związku Młodzieży Polskiej „Zet” i uczestniczył w konspiracyjnym, patriotycznym ruchu zetowym.
W 1924 ukończył studia na Wydziale Prawa Uniwersytetu Jagiellońskiego. Po studiach otrzymał posadę w lwowskim Banku Ziemian, w którym pracował do 1926. W latach 1926–1939 był zatrudniony w Państwowym Banku Rolnym najpierw we Lwowie, a następnie w jego oddziałach – warszawskim, poznańskim oraz krakowskim, w którym zajmował stanowisko dyrektora do wybuchu II wojny światowej.
Od wczesnej młodości angażował się w działalność społeczną. Do wrześniowej agresji Niemiec na Polskę pełnił funkcję wiceprezesa Unii Związków Zawodowych Pracowników Umysłowych w Warszawie. Był członkiem Komisji Porozumiewawczej Pracowników Umysłowych – organizacji obejmującej zrzeszenia pracowników państwowych, prywatnych, samorządowych i nauczycieli. Ponadto był radnym warszawskiej Tymczasowej Rady Miejskiej w czasie pierwszej prezydentury Stefana Starzyńskiego.
Po wybuchu wojny przedostał się do Rumunii, a następnie Szwajcarii. Zamieszkał w Genewie. W latach 1942–1944 pracował w Federalnym Biurze Statystycznym. Później od 1944 do 1974 był zatrudniony w genewskim Banque Pivot et Cie.
W okresie 1947–1985 był członkiem zarządu, a następnie prezesem Stowarzyszenia Polonia w Genewie. W 1957 założył szwajcarski oddział polskiej filii organizacji YMCA, którym kierował. Był też wiceprezesem polskiej filii YMCA w Londynie. Ponadto kierował sekcją szwajcarską Polskiego Towarzystwa Historyczno Literackiego z siedzibą w Paryżu. W latach 1963–1973 zasiadał w Komitecie Nagrody im. Anny Godlewskiej. Od 1967 do 1985 był także prezesem Fundacji im. Kościelskich w Genewie oraz członkiem rady paryskiego Funduszu Pomocy Niezależnej Literaturze i Nauce Polskiej.
Należał do najważniejszych postaci powojennej emigracji które zajmowały się pomocą twórcom – głównie pisarzom – w Polsce. Organizował zakrojoną na szeroką skalę wysyłkę książek naukowcom, bibliotekom i uniwersytetom. Opiekował się młodymi pisarzami, pomagając wielu z nich w trudnych początkach kariery. Za sprawą tej działalności nawiązał bliski kontakt i współpracę z paryskim Instytutem Literackim i Jerzym Giedroyciem. W 1981 został uhonorowany Nagrodą Przyjaźni „Kultury”. Natomiast w 1988, niedługo przed śmiercią, prezydent RP na uchodźstwie, Kazimierz Sabbat, odznaczył Krzyżem Oficerskim Orderu Odrodzenia Polski.